# Gran consiglio (Cina)
Il Gran consiglio o Junjichu (cinese tradizionale: 軍機處; cinese semplificato: 军机处; pinyin: Jūnjīchù; mancese latinizzato: coohai nashūn i ba), letteralmente "Consiglio dei segreti militari" dal mancese, fu un importante organismo di potere della dinastia Qing. Inizialmente si occupava solamente degli affari militari, ma ben presto il suo potere fu incrementato tanto da renderlo una sorta di consiglio privato per il sovrano, eclissando gradualmente lo Studio meridionale, rimanendo comunque un organismo non ufficiale nonostante il suo vasto potere. Era locato in un insignificante edificio appena al di fuori del palazzo della Purezza Celeste, nella Città Proibita.

## Storia
Il  Junjichu venne fondato nel 1729, quando l'jmperatore Yongzheng intraprese una spedizione militare contro gli dzungar; allora c'era la preoccupazione che la sede del gabinetto politico imperiale non assicurasse la massima segretezza militare. I membri del gabinetto più fidati vennero ammessi al nuovo Consiglio, anche se davvero pochi uomini ebbero questo privilegio. Allora il Junjichu aveva il nome di Ufficio dei segreti militari.
Dopo la vittoria sugli dzungar, l'imperatore valutò che il Junjichu effettivamente aveva il vantaggio di superare l'inefficienza e la lentezza burocratiche che caratterizzavano il governo regolare; per questo l'ufficio passò dall'essere un'istituzione temporanea ad un vero e proprio  Gran consiglio  permanente, che si appropriò rapidamente dei poteri dello Studio meridionale, l'organismo che precedentemente aveva potere consultivo presso il sovrano e, di fatto, anche quello legislativo.
Nel 1736, l'imperatore Qianlong volle restituire i poteri al governo regolare e abolì il Gran consiglio. Tuttavia, si rese conto ben presto che la burocrazia avrebbe ripreso il sopravvento e re-istituì il Junjichu nel 1738.

## Componenti
Il numero dei componenti del Gran consiglio mutò varie volte nel tempo, passando da un minimo di tre consiglieri ad un numero superiore ai dieci consiglieri. Inizialmente vi furono ammessi solo cinesi Manciù, ma successivamente venne aperto anche agli han. Solitamente, i consiglieri erano cinque: due mancesi, due han e un membro della famiglia reale. A coordinare il Consiglio era un  consigliere capo (領班軍機大臣,  Lǐngbān jūnjī dàchén), anche se rimase sempre un titolo informale.